# Color intermedio
Un color intermedio es aquel que se obtiene mediante la mezcla de dos colores definidos. Usualmente es sinónimo de color terciario, en este sentido, se consigue al mezclar partes iguales de un color primario y un color secundario. Sin embargo, también suelen considerarse colores intermedios a otras combinaciones, como los colores tierra (agrisados), colores pastel (aclarados con blanco), oscuros, etc.

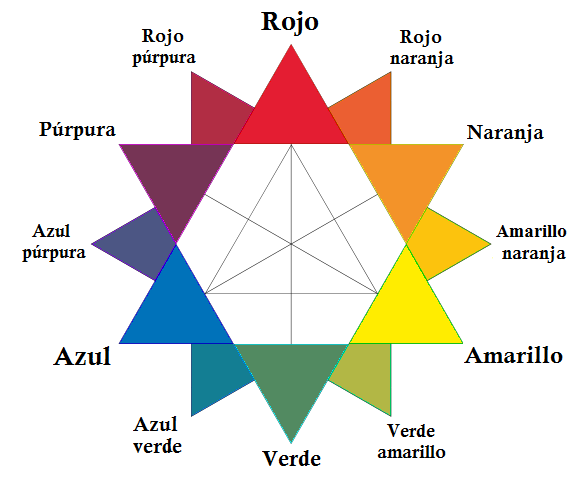
Colores primarios, secundarios y terciarios en la rueda de colores tradicionales (RYB).

## Color terciario
Es un color intermedio entre uno primario y un secundario, por lo que son seis. En el modelo tradicional de coloración son:
- rojo naranja o rojo anaranjado o bermellón
- amarillo naranja o amarillo anaranjado o ámbar
- verde amarillo o amarillo verdoso o lima  o cartujo
- azul verde o azul verdoso o cerceta o azul turquesa
- azul violeta  o azul violáceo o violeta
- rojo violeta  o rojo violáceo o grana

En la combinación de colores de acuerdo a los modelos CMYK o RGB, se obtienen análogamente otros colores terciarios.

## Color tierra

Colores intermedios del modelo RGB. En la primera fila, los colores primarios, secundarios y terciarios, en la segunda, los colores claros o pastel (intermedios con blanco), tercera fila colores tierra (intermedios con gris), cuarta fila colores oscuros (intermedios con negro) y en la columna de la derecha colores neutros o acromáticos.

Al mezclar un primario con su complementario (un secundario que no lo contiene) se crean los colores quebrados (o colores tierra) estos son: tierra amarilla (T) con 50% de amarillo + 25% de rojo + 25% de azul, tierra roja (T) con 50% de rojo + 25% de amarillo + 25% de azul, y tierra azul (T) con 50% de azul + 25% de amarillo + 25% de rojo.
Los colores tierra son infinitos y se forman mezclando entre sí, en diferentes proporciones, los tres colores básicos (primarios sustractivos).
Si las proporciones de la mezcla de los tres colores fuera exacta obtendríamos el negro. Como las proporciones de mezcla pueden variar enormemente, la cantidad de colores tierra (broken hues) que podemos obtener es muy numerosa.
Ocres, sienas y sombras, ocre amarillo, ocre rojo, sombra natural, sombra tostada, etc., son denominaciones comunes de estos colores tierra según la predominancia en ellos de un color básico u otro.